# Kelloggina
Kelloggina är ett släkte av tvåvingar. Kelloggina ingår i familjen Blephariceridae.

## Dottertaxa tillKelloggina, i alfabetisk ordning[1]
- Kelloggina bocinae
- Kelloggina brevicornia
- Kelloggina brevivectis
- Kelloggina cataguasi
- Kelloggina cherentesi
- Kelloggina chilena
- Kelloggina disticha
- Kelloggina edwardsi
- Kelloggina fascibranchia
- Kelloggina garciana
- Kelloggina gomezi
- Kelloggina granulipupa
- Kelloggina guaianasi
- Kelloggina guarani
- Kelloggina hirtipupa
- Kelloggina horrens
- Kelloggina incerta
- Kelloggina laemmerti
- Kelloggina lorenzi
- Kelloggina mochlura
- Kelloggina muelleri
- Kelloggina pluripunctata
- Kelloggina rabelloi
- Kelloggina rufescens
- Kelloggina shannoni
- Kelloggina spinivectis
- Kelloggina tamoioi
- Kelloggina tapuiasi
- Kelloggina tetragonura
- Kelloggina tetrasticha
- Kelloggina timbira
- Kelloggina torrentium
- Kelloggina travassosi
- Kelloggina willistoni